# Super Hang-On
Super Hang-On es un videojuego arcade de carreras de 1987 desarrollado por Sega, y la secuela del aclamado Hang-On. Una versión de este juego, en la cabina completa que simulaba una moto real utilizada por el Hang-On original, fue lanzada en 1991 como Limited Edition Hang-On.
Fue lanzado para Mega Drive, Commodore Amiga, Atari ST, Macintosh, ZX Spectrum, Amstrad CPC y Commodore 64 en 1989. Super Hang-On fue también publicado para Sharp X68000 en Japón. Asimismo el juego aparece en numerosos recopilaciones de Mega Drive, tales como Mega Games I (incluido en la consola como Mega Drive Magnum Set), y Sega Mega Drive Six Pack.  La versión arcade fue lanzada en la consola virtual de Wii en Japón el 14 de septiembre de 2010 y más tarde para las demás regiones el 3 de mayo de 2012. Una versión de 3D estereoscópicas fue publicada para la eShop de Nintendo 3DS en Japón el 27 de marzo de 2013, y en Norteamérica y Europa el 28 de noviembre de 2013.

## Sistema de juego

### Modo arcade
El modo arcade en Super Hang-On es similar al del Hang-On original. Sin embargo, disponemos de cuatro circuitos basados en los continentes para elegir, conteniendo cada uno una cantidad diferente de sectores. Además, cuando el jugador alcanza la máxima velocidad establecida en 280 km/h, se habilita un botón para el turbo. Usar este botón permite al jugador alcanzar un máximo aún superior de 324 km/h. Cada sector es aproximadamente la mitad de largo que cada sector del Hang-On original. África es el más fácil y corto de los cuatro circuitos (seis sectores). Asia es el segundo más fácil y su longitud es similar al circuito del Hang-On original (diez sectores). América es el segundo circuito más duro de superar, conteniendo catorce sectores y Europa es el circuito más difícil, siendo dieciocho sectores. Cuando el jugador comienza una carrera, pueden elegirse de entre cuatro canciones una que sonará mientras que se juega, una característica tomada de Out Run.
La versión ZX Spectrum fue tan precisa a la de arcade como era posible en esa plataforma, y fue posicionada como el 27º mejor juego en el Top 100 oficial de los mejores juegos de la historia elaborado por Your Sinclair.

### Modo original
El modo original sólo se encuentra en las versiones domésticas y es mucho más profundo que el modo arcade. El jugador debe enfrentarse contra siete oponentes diferentes en carreras de dificultad y duración ascendente. Si el jugador gana al mejor de nueve carreras, es promocionado para enfrentarse al siguiente oponente. Perder al mejor de nueve carreras implica ser degradado.
El sistema de juego en este modo es similar al arcade con estas diferencias: no hay límite de tiempo por el que preocuparse, dañar demasiado o dejar que cualquier parte de la moto se desgaste por completo te fuerza a abandonar la carrera, el jugador corre enfrentándose a un rival, y el turbo no está disponible hasta que un motor con turbo sea comprado. La pantalla principal es un menú donde el jugador tiene diversas opciones. El jugador puede comprar nuevas partes para su moto, contratar a un nuevo mecánico o patrocinador, o empezar una carrera.  La pantalla muestra el dinero actual del jugador así como la contraseña para continuar jugando por el mismo punto donde se dejó.
En el modo original, la moto puede ser mejorada comprando nuevas piezas, y se mantendrán en mejores condiciones contratando mejores mecánicos. Entre las piezas mejorables se incluyen la carrocería (la cual determina su maniobrabilidad), el motor (la aceleración, y el turbo si está disponible), el freno , silenciador (ayuda en la aceleración), aceire (ayuda en la aceleración), y neumáticos (mejora la tracción).
El progreso del modo original puede ser continuado mediante un código de veintiocho dígitos alfanuméricos (ejemplo: "1FF3F536F21424 FFIMFJ9G9DMFRR").
Los rivales son:
| Nivel | Nombre            | Nación                  |
| ----- | ----------------- | ----------------------- |
| 1     | Mia Ferraru       | Bandera de Italia       |
| 2     | Jose Alverez      | Bandera de España       |
| 3     | Nobuhiko Hasegawa | Bandera de Japón        |
| 4     | Felicia Perez     | Bandera de México       |
| 5     | Hans Braun        | Bandera de Alemania     |
| 6     | Marie Lefoure     | Bandera de Francia      |
| 7     | King Arthur       | Bandera del Reino Unido |

### Banda sonora
En contraste con Hang-On, el jugador puede seleccionar una pista musical utilizando el freno. La lista de canciones es la siguiente:
- "Outride a Crisis"
- "Sprinter"
- "Winning Run", una remezcla y transposición del tema de carrera del Hang-On original,
- "Hard Road"
- "Demo Music", el tema de apertura y selección de clase
- "Goal", el tema que suena al completar la carrera
- "Name Entry", el tema que suena al introducir el nombre del jugador
- "Game Over", el tema que suena al perder la carrera

## Otras apariciones
- En el juego arcade de 1988 Power Drift, la moto aparece como vehículo oculto que sólo puede ser accedido quedando primero en todas las cinco primeras sectores para los circuitos A, C, y E. Sólo es jugable en el nivel extra.
- En Ayrton Senna's Super Monaco GP II, hay un truco que permite jugar con la moto de Super Hang-On, incluyendo el detalle de las luces de freno.  El sistema de juego permanece inalterado.
- En el arcade de 1994 Daytona USA, hay una versión corta de Sprinter que puede ser accedida poniendo "SHO" como las iniciales de tu nombre.
- Sonic Riders y Sonic Riders: Zero Gravity

## Escena final
Hay múltiples escenas finales dependiendo del circuito jugado. Una escena reseñable es la de Europa: el público arropa al piloto y se desmayan al ver que tras quitarse el casco resulta ser un anciano con una larga barba que está fumando una pipa.
En la versión de Mega Drive, terminar Europa muestra una escena donde una mujer se aproxima al piloto (presumiblemente para besarle), pero se aleja al ver que tras quitarse el casco resulta ser una mujer.

## Relanzamientos
La versión arcade fue lanzada para la Virtual Console de Wii en Japón el 14 de septiembre de 2010, y después en Norteamérica y Europa el de mayo de 2012. Al igual que Shinobi en su intento de omitir los problemas de copyright se retiró cualquier referencia a Marilyn Monroe, la versión de la consola virtual de Super Hang-On fue ligeramente alterada. Se reemplazaron varios carteles publicitarios que utilizaban marcas reales como Cibie por carteles similares que mencionaban juegos de Sega como Out Run o After Burner.
Otra versión fue lanzada para la Nintendo 3DS a través de Nintendo eShop en Japan el 27 de marzo de 2013. El juego utiliza 3D estereoscópicas y controles de inclinación que emulan la versión arcade. Esta versión fue publicada en Norteamérica y Europa el 28 de noviembre de 2013.